# Xian de Suibin
Le xian de Suibin (绥滨县 ; pinyin : Suíbīn Xiàn) est un district administratif de la province du Heilongjiang en Chine. Il est placé sous la juridiction de la ville-préfecture de Hegang.

## Démographie
La population du district était de 182 414 habitants en 1999.